# 駐米蘭臺北辦事處

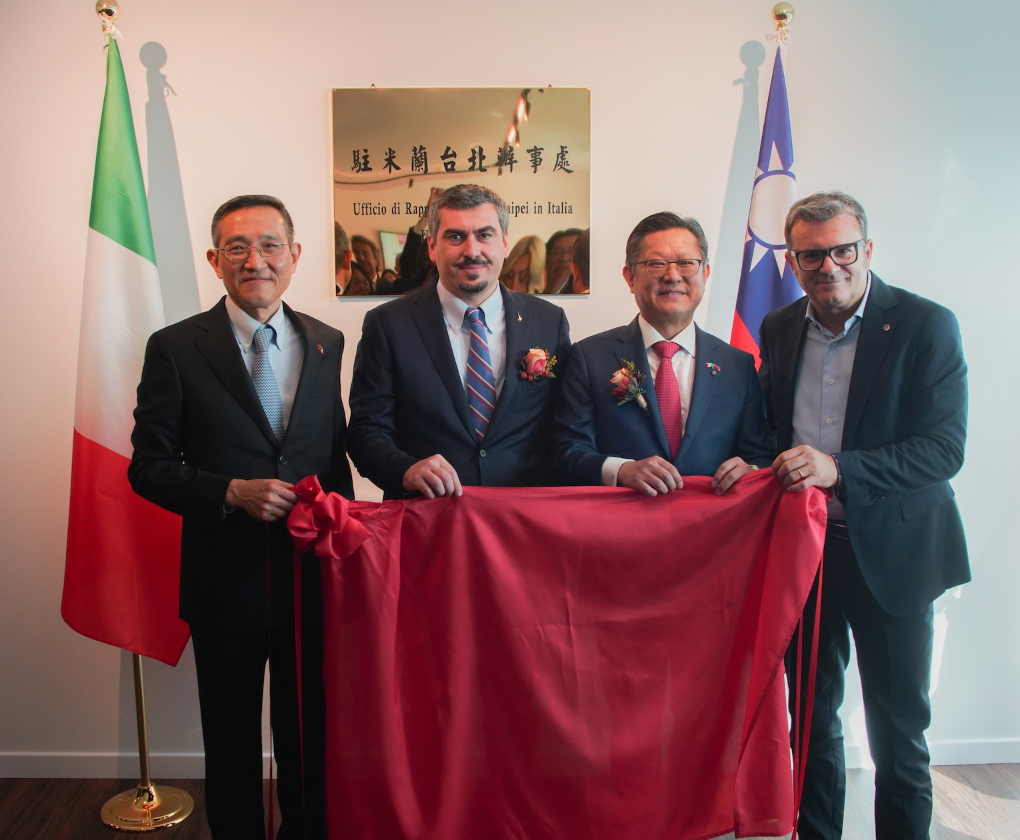
2023年10月16日，駐米蘭臺北辦事處揭牌運作，中華民國駐義大利代表蔡允中（左）、義大利眾議院外交委員會副主席保羅·佛曼提尼（中左）、首任處長林讚南（中右）、義大利參議院副議長錢益友（右）攝於館牌前。

駐米蘭臺北辦事處（義大利語：Ufficio di Rappresentanza di Taipei in Italia-Ufficio di Milano），亦稱駐米蘭辦事處，是中華民國政府於意大利伦巴第大区首府米蘭設立的代表機構，也是在義大利境內的第二處駐館。
辦事處負責推動臺灣與米蘭的雙邊關係，以及辦理政務、新聞、商務、領務、僑務與海外國人急難救助等業務，功能等同邦交國的總領事館。領事轄區為瓦萊達奧斯塔、皮埃蒙特、倫巴底、特倫蒂諾-上阿迪傑、威尼托、弗留利-威尼斯朱利亞、利古里亞、艾米利亞-羅馬涅等義大利北部8個大區。

## 歷史
2023年4月17日，中華民國外交部宣布將在義大利北部、第二大城米蘭設立駐米蘭臺北辦事處，以增進雙邊實質關係。臺灣的長榮航空於2022年10月25日開闢臺北-米蘭航線後，設立辦事處可因應直航帶來的商旅需求。
2023年10月16日，駐米蘭辦事處正式揭牌運作，由前駐義大利副代表林讚南出任首任處長。

## 歷任處長
| 姓名   | 到任         | 離任 | 外交銜級 對外名義 | 外交職務 本職職務 | 備註     | 備註 |
| ------ | ------------ | ---- | ----------------- | ----------------- | -------- | ---- |
| 林讚南 | 2023年7月1日 | 現任 | 處長              | 總領事            | [ 註 1 ] |      |

## 外部連結
- 駐米蘭臺北辦事處的Facebook